# Charles Eastman

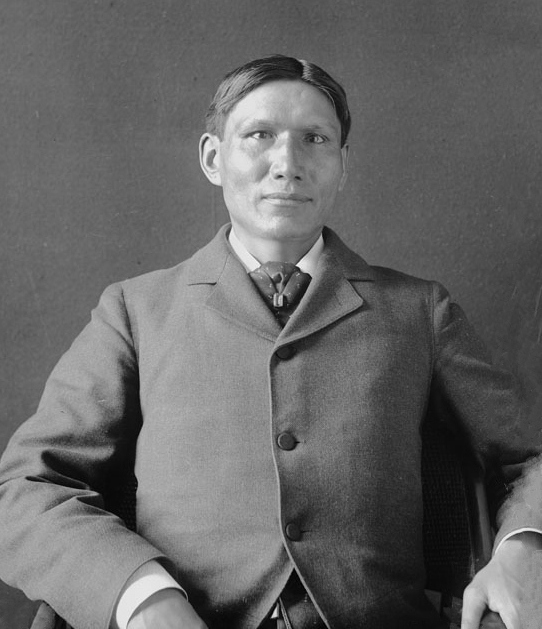
Charles Eastman

Dr. Charles Alexander Eastman (Sioux: Ohiyesa) (19 de fevereiro de 1858 — 8 de janeiro de 1939) foi um indígena estadunidense, conhecido como autor literário, médico e político reformista. Ele foi um ativo participante da política de ajuda aos nativos de seu pais. Ajudou a fundar a organização Boy Scouts of America.

## Biografia
Ohiyesa nasceu numa reserva próxima a Redwood Falls, Minnesota. Filho do Dakota Many Lightnings e a mestiça Mary Nancy Eastman, que morreu quando ele nasceu. Mary Eastman foi filha do Capitão Seth Eastman. Ele recebeu o nome de Ohiyesa (vencedor) após ganhar uma corrida de pôneis. Durante os anos de 1862-63, Ohiyesa ficou aos cuidados dos parentes do seu pai, que viveram em Dacota do Norte e Manitoba. Quando seu pai veio buscá-lo, usava o nome cristão de Jacob Eastman. Eles e o irmão mais velhor John, se estabeleceram no território de Dacota. Ohiyesa mudou seu nome para Charles, seguindo a orientação de seu pai.
Seu pai também encorajou Ohiyesa a frequentar uma escola preparatória e ele se formou no Colégio Dartmouth em 1887. Em 1889, Charles se tornou médico ao concluir o curso na Universidade de Boston. Eastman trabalhou no "Serviço de Ajuda ao Indígena" na Reserva de Pine Ridge, e mais tarde na Reserva de Crow Creek, ambas em Dacota do Sul. Ele se estabeleceu como médico. Em 1899, ajudou a recrutar estudantes para a escola Indígena de Carlisle em Pensilvânia. Em 1910, com Ernest Thompson Seton do "Woodcraft Indians" e Daniel Carter Beard dos "Filhos de Daniel Boone", Eastman ajudou a fundar a "Boy Scouts of America".

## Carreira
Eastman foi politicamente ativo, particularmente em matérias sobre os Direitos Indígenas. Ele serviu como lobista por Dacota entre 1894 e 1897. Em 1903, o Presidente Theodore Roosevelt convocou Eastman para trabalhar na divisão das terras indígenas. Em 1923-25, Eastman participou do governo de Calvin Coolidge como um Inspetor Indígena. Ele foi membro do Committee of One Hundred, examinando as instituições federais e ativistas que representavam as nações indígenas. Em 1925, o Bureau of Indian Affairs (Escritório dos Negócios Indígenas) pediu a ele para investigar a morte e o local do funeral de Sacagawea, a nativa índia que acompanhou a Expedição de Lewis & Clark em 1805. Ele determinou que ela morreu em 9 de abril de 1884, na Reserva "Wind River" em Wyoming. Mas historiadores posteriores acreditavam que ela morrera em 1812.
Eastman foi o vencedor do primeiro Indian Achievement Award em 1933.
Eastman publicou sua autobiografia Indian Boyhood em 1902, recontando seus primeiros quinze anos de vida entre os Sioux. Nos anos seguintes ele escreveu um total de onze livros. Eles são reimpressos regularmente e alguns livros foram traduzidos para o francês, alemão e outras línguas européias. Uma compilação de seus escritos foram publicados postumamente, The Essential Charles Eastman (Ohiyesa) (2007).

## Vida pessoal
Em 1891 ele se casou com a poetisa e ativista indígena Elaine Goodale, que trabalhou como superintendente de ensino aos nativos no Território de Dacota. Eles tiveram seis filhos. O casamento foi bem durante os primeiros anos, mas Eastman teve problemas com falências, finanças, pressões e ausências, deixando sua esposa e os filhos para os pais dela durante algum tempo. Após três décadas de casamento, Elaine o deixou por infidelidade  Ela morreu em 1953.

## Obras de Charles Eastman
- (Memories of an) Indian Boyhood, autobiografia; McClure, Philips, 1902.
- Red Hunters and Animal People, lendas; Harper and Brothers, 1904.
- The Madness of Bald Eagle, lenda; 1905.
- Old Indian Days, lendas; McClure, 1907.
- Wigwam Evenings: Sioux Folk Tales Retold (co-author com a esposa), lendas; Little, Brown, 1909.
- The Soul of the Indian: An Interpretation, Houghton, 1911.
- Indian Child Life, não ficção, Little, Brown, 1913.
- Indian Scout Talks: A Guide for Scouts and Campfire Girls, não ficção, Little, Brown, 1914.
- The Indian Today: The Past and Future of the Red American, Doubleday-Page, 1915.
- From the Deep Woods to Civilization: Chapters in the Autobiography of an Indian, autobiografia; Little, Brown, 1916.
- Indian Heroes and Great Chieftains, Little, Brown, 1918.

## Filme
- Bury My Heart at Wounded Knee (br: Enterrem meu coração na curva do rio), com Adam Beach numa produção para a TV por HBO.Baseado em livro de Dee Brown de 1970, que conta a história romanceada dos Sioux na segunda metade do século XIX. Os personagens principais são Charles Eastman, Touro Sentado e o Senador Henry Dawes.

## Ligações Externas (em inglês)
- Charles Eastman (Ohiyesa): links, bibliography